# Piet van der Kuil
Piet van der Kuil (Velsen, 10 de febrer de 1933) fou un futbolista neerlandès de la dècada de 1950.
Fou internacional amb els Països Baixos, participant en els Jocs Olímpics de 1952. A nivell de clubs destacà a AFC Ajax i PSV.

## Referències

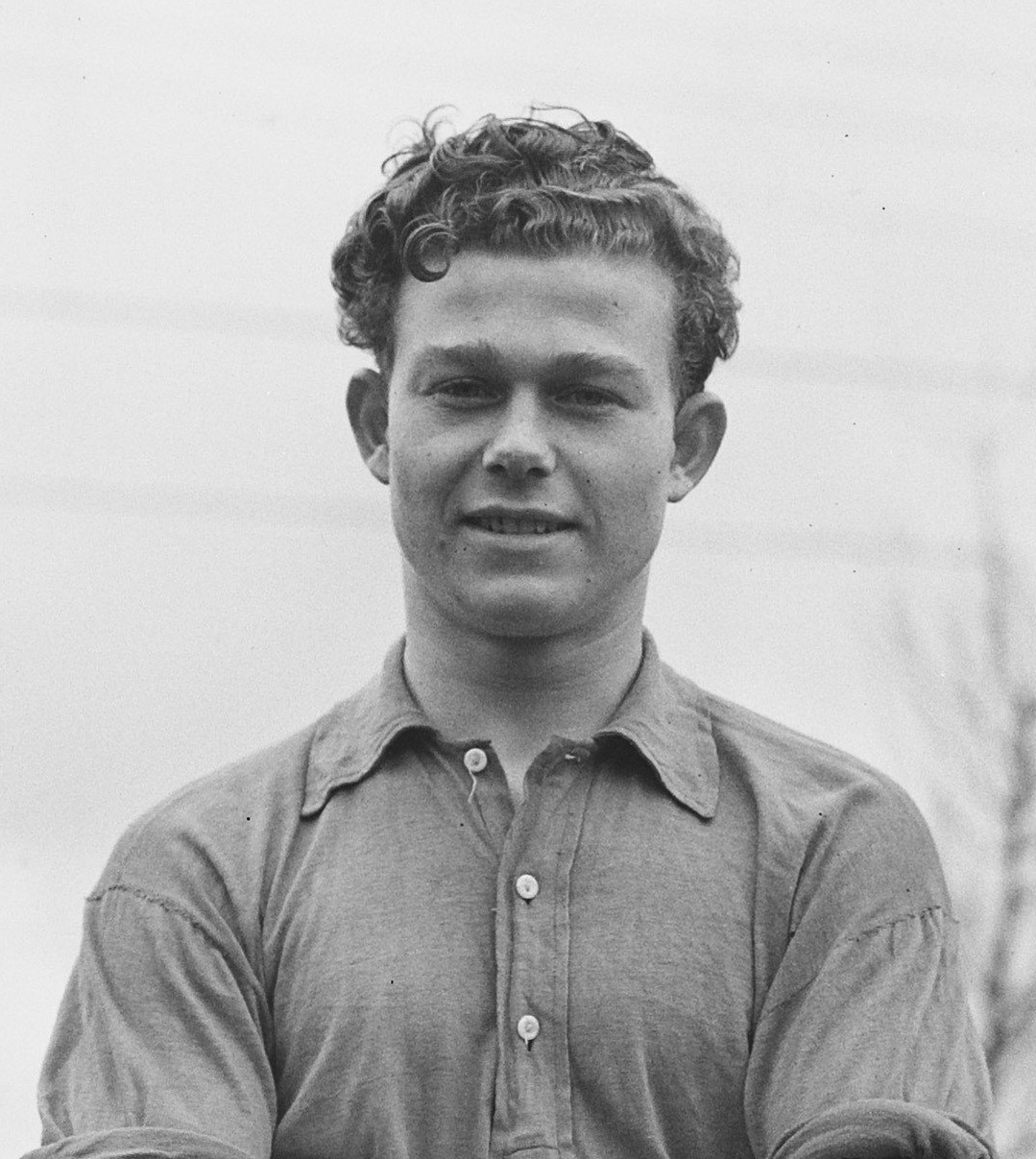
Piet van der Kuil el 1952.

## Palmarès
Ajax
- Eredivisie: 1956-57

PSV
- Eredivisie: 1962-63